# 普天通信
南京普天通信股份有限公司，簡稱南京普天通信股份、南京普天通信（英語：Nanjing Putian Telecommunications Company Limited，深交所：200468，简称：寧通信B），于1958年由國務院郵電部設立，前身為「邮电部南京通信设备厂」、「南京电信器材厂」、「江苏邮电器材厂」、「南京邮电器材厂」、「电信总局518厂」和「邮电518厂」，現時为中國普天信息產業股份有限公司旗下公司。
現時業務主要为生產及銷售配线设备、综合布线设备、接入类设备、视频会议、工业用电器接插件等，總部位於江苏省南京市长乐路2号。其股份在1997年5月22日於深圳證券交易所以港元結算的B股上市。
董事長為趙新平，總裁為孫良。

## 連結
- postel.potevio.com[永久]